# Jaylon Tyson
Pour les articles homonymes, voir Tyson.
Jaylon La Rone Tyson, né le  2 décembre 2002 à Allen au Texas, est un joueur américain de basket-ball évoluant au poste d'ailier et mesurant 1,97 m.

## Biographie

### Carrière universitaire
Entre 2021 et 2022, il joue pour les Longhorns du Texas à l'université du Texas à Austin.
Entre 2022 et 2023, il joue pour les Red Raiders de Texas Tech à l'université Texas Tech.
Entre 2022 et 2024, il joue pour les Golden Bears de la Californie à l'université de Californie à Berkeley.
Le 4 avril 2024, il annonce qu'il se présente à la draft 2024 de la NBA.

## Palmarès

### Universitaire
- First-team All-Pac-12 (2024)

## Statistiques

### Universitaires
| Saison    | Équipe     | Matchs | Titul. | Min./m | % Tir | % 3pts | % LF | Rbds/m. | Pass/m. | Int/m. | Ctr/m. | Pts/m. |
| --------- | ---------- | ------ | ------ | ------ | ----- | ------ | ---- | ------- | ------- | ------ | ------ | ------ |
| 2021-2022 | Texas      | 8      | 0      | 6,9    | 40,0  | 0,0    | 66,7 | 1,12    | 0,38    | 0,50   | 0,25   | 1,75   |
| 2022-2023 | Texas Tech | 31     | 31     | 29,0   | 48,3  | 40,2   | 72,3 | 6,13    | 1,32    | 1,39   | 0,35   | 10,68  |
| 2023-2024 | Californie | 31     | 30     | 34,3   | 46,5  | 36,0   | 79,6 | 6,77    | 3,45    | 1,19   | 0,48   | 19,58  |
| Carrière  | Carrière   | 70     | 61     | 28,8   | 47,0  | 37,2   | 77,6 | 5,84    | 2,16    | 1,20   | 0,40   | 13,60  |